# Lozna (Sălaj)
Lozna es una comuna ubicada en el distrito de Sălaj, Rumania.

## Superficie
Posee una superficie de 61,13 kilómetros cuadrados.

## Demografía
Hasta 2021 la población era de 1027 habitantes, con una densidad de población de 16,80 habitantes por kilómetro cuadrado.